# 火烈鸟国际机场
火烈鳥國際機場（荷蘭語：Flamingo International Airport）也稱為博內爾島國際機場，是位於荷蘭加勒比區博奈爾克拉倫代克附近的國際機場，於1945年投入使用。是荷蘭加勒比區最大的機場。

## 外部連結
- 官方网站